# 毛生铣
毛生铣（1929年—），男，甘肃宁县人，中华人民共和国政治人物，曾任中共陕西省委宣传部部长、常委，陕西省人大常委会副主任。